# Lille-Mossjön
Lille-Mossjön är en sjö i Laxå kommun i Västergötland och ingår i Motala ströms huvudavrinningsområde.